# Ökonomisten
Die Ökonomisten waren eine Teilgruppe in der Sozialdemokratischen Arbeiterpartei Russlands (SDAPR), die vor allem ökonomisch-gewerkschaftlichen Ziele betonte.
Seit den 1890er Jahren bildeten sich neben den Kommunisten, wie sie Lenin oder Plechanow repräsentierten, revisionistische Strömungen heraus. Neben einer Gruppe, die als Legale Marxisten bezeichnet wurde, gehörten dazu auch die Ökonomisten. 
Die Ökonomisten kamen aus der gewerkschaftlichen Praxis und befürworteten Reformen auf der Basis der bestehenden Gesellschaftsordnung. Dafür setzten sie auf Gewerkschaften und nötigenfalls auf Streiks. Sie waren der Auffassung, das russische Proletariat sei noch nicht reif genug, um selbständig politische Kämpfe zu führen, es solle sich daher auf ökonomische Kämpfe beschränken.
Damit traf die Gruppe auf den Widerspruch der orthodoxen Marxisten. „Wenn dies wahr wäre“, schrieb Lenin, „so wäre es soviel wie ein Todesurteil für die ganze Sozialdemokratie, denn das bedeutet, daß der russische Arbeiter in seiner Masse noch nicht für den Sozialdemokratismus reif ist.“ Gegen die Konzeption der Ökonomisten richtete sich das (von der Redaktion der seit 1900 erscheinenden Zeitung Iskra noch vor der Spaltung der SDAPR in Bolschewiki und Menschewiki entwickelte) Programm des Aufbaus einer politischen Arbeiterpartei, die ebensowohl für wirtschaftliche wie für politische Forderungen kämpfen sollte.